# نائمة مع الخطر (فلم 2020)
نائمة مع الخطر (بالإنجليزية: Sleeping with Danger) فيلم إثارة تلفزيوني أمريكي لعام 2020، للمخرج ديفيد ويفر، كتب القصة والسيناريو ريتشارد بلاني، وآن رول، وجريجوري سمول. الفيلم مستوحى من قصة قصيرة من كتاب «الخطورة القاتلة» لكاتبة قصص الإجرام الحقيقية آن رول. تستند القصة إلى حالة حقيقية لكاثي آن جيويل. قام بالتمثيل إليزابيث روم، وأنطونيو كوبو، وأليسون أرايا. الفيلم يتابع مضيفة الطيران جريس التي تقع في غرام رجل لا تعرفه. صدر الفيلم رقمياً على لايف تايم  في أول أغسطس 2020.

## طاقم التمثيل
- إليزابيث روم: في دور جريس تانر
- أنطونيو كوبو: في دور بول كارتر
- أيسون أرايا: في دور شيري
- فينا سود: في دور المحققة بروكس
- آدم بيوتشيسن: في دور توم جارفي
- كريستي بيرك: في دور ناتاشا
- مارلي كولينز: في دور نيفا الفي
- هيرو كاناغاوا: في دور ستيوارت ياناجيتا
- مايك دوبود: في دور جولين
- ليزلي هندريكس: في دور هيثر بريدجز
- فيرونيكا هادرافا: في دور مارينا
- جايسون بوركارت: في دور الجار
- إيميت لي ستانغ: في دور رجل التوصيل
- كريستينا ليوال: في دور شرطية
- ميكا ميتشل: في دور امرأة شابة[5]

## أحداث الفيلم
تبدأ الأحداث ومضيفة الطيران جريس تانر (إليزابيث روم) تحاور صديقتها المقربة شيري (أيسون أرايا)، حيث تعبر عن استيائها من الحياة التي لا تحمل أي هدف، فهي تريد أن يظهر لها أثر في مجتمعها ومن حولها. تذهب جريس إلى مركز طبي يقوم بتنظيم طعام رواده، وأنشطة حياتهم إذا كانوا راغبين في التغيير. يقابلها الطبيب الوسيم بول كارتر (أنطونيو كوبو) الذي يأخذ من ذراعها قليل من الدم لتحليله ومعرفة ما ينفصها، وما يزيد في جسمها عن الحاجة. تعود بعد أيام لتحاور شيري وتخبرها بمدى تقدمها بفضل الدكتور بول.
تتطور العلاقة بين جريس وبول، وتجد فيه رغبة عالية في الاستحواذ عليها، وحب جارف يزيد مع الأيام. تصطحب جريس حبيبها بول إلى حفل لبعض الأصدقاء، ويثور على تصرفها بود مع زميل لها. تبدأ جريس برؤية غيرة كبيرة من بول، بل انه يتطاول عليها ويصفعها. تقرر ان تتركه ولكنه يعتذر بكل الوسائل والطرق، ويعود الحال إلى ما كان عليه. يقيم بول حفلة للأصدقاء وينزل على ركبتيه وسط الحضور ويقدم لجريس خاتم الزواج. توافق جريس ولكن موافقتها كانت بسبب الحرج من طريقته في طلب يدها وسط كثير من الناس.
تدور الأحداث ويتهور بول مرة أخرى ويسارع إلى إحضار مسدس ويطلق الرصاص على باب غرفتها المغلق في وجهه. تقيم جريس لبضعة أيام في مأوى لحماية السيدات من العنف الأسري. تعود جريس إلى حياتها مع بول، لكن تحس انه يناولها مشروبات خلطها بأنواع من المخدر، وتكتشف ان بعض من مريضاته أقاموا دعاوى قضائية ضده تتهمه بالعنف. تنجح جريس أخيراً في الفرار، وتبلغ الشرطة، ولكن لا يعثروا على أي أثر له. بعد مرور عامين تصل جريس إلى معرفة مكان بول، وترسل الشرطة لتفقد بيته. تصل الشرطة متأخرة حيث كان بول مع صديقة جديدة تشبه إلى حد كبير جريس، ويحدث بينهما خلاف ويقم باطلاق النار عليها وعلى صديق مشترك، ويطلق بعد ذلك الرصاص على رأسه، وتصل الشرطة لتجد ثلاث جثث.

## استقبال الفيلم
كتب تريفور ويلز على موقع جيجز Geeks: «ستجعلك قصة الإثارة عن العنف المنزلي، المكتوبة والممثلة بقوة على حافة مقعدك»، ومنح الفيلم 9 ونصف درجة من أصل 10 درجات.
كتب باتريك سيرانو على موقع لايف تايم انكوركيد Lifetime uncorked: «الفيلم مستوحى من مجموعة الجرائم الحقيقية التي سجلتها آن رول.. كانت آن رول مؤلفة جرائم حقيقية وصحيفة نيويورك تايمز الأكثر مبيعًا، وتوفيت في عام 2015».
كتب موقع بست دارن جيرلز That darn girl movie: «يُظهر الفيلم كيف ستجبر وصمة العار ضحاياها على التزام الصمت وتقديم الأعذار لمعتديهم.. هذا الفيلم لمشاهدته ومناقشته مع من تحب»، ومنح الموقع الفيلم أربعة نجوم من أصل خمسة نجوم.
كتبت ليزا ماري بومان على موقع «من خلال العدسة المحطمة Through the Shattered Lens»: «إنه فيلم كئيب جدًا ولكنه جيد الصنع، والأهم من ذلك، أنه صورة واقعية لعلاقة مسيئة... يقدم كل من أنطونيو كوبو وإليزابيث روم أداءً معقولاً في الأدوار القيادية، قد يكون الفيلم قاتماً نوعا ما ولكن رسالته تجعله يستحق المشاهدة».

## وصلات خارجية
- مقالات تستعمل روابط فنية بلا صلة مع ويكي بيانات